# Hōjō Sōun
Hōjō Sōun (北條早雲?; 1432 – 8 settembre 1519) fu il primo capo e fondatore del clan Hōjō, uno dei più potenti clan del periodo Sengoku.
Nato come Ise Moritoki, al tempo conosciuto come Ise Shinkurō, un samurai con discendenza dai Taira e da una rispettata famiglia di ufficiali dello shogunato. Sebbene appartenesse soltanto ad un ramo lontano della principale e più prestigiosa famiglia Ise, portò fama e gloria al suo clan guadagnando territorio e cambiando il suo nome successivamente alla morte in imitazione del più illustre Hōjō.
Tradizionalmente Sōun ebbe la reputazione di rōnin che guadagnò improvvisamente potere nel Kantō; tuttavia egli apparteneva ad una famiglia di prestigio del tempo che era direttamente al servizio degli shogun Ashikaga ed aveva importanti legami familiari. Sua sorella era sposata con Imagawa Yoshitada, uno dei più potenti daimyō che discendeva da un ramo principale della famiglia Ashikaga. Sōun divenne inizialmente un servitore del clan Imagawa, e quando Yoshitada morì in battaglia nel 1476, mediò durante la disputa per la successione tra il figlio di Yoshitada, Imagawa Ujichika ed il cugino di Yoshitada, Oshika Norimitsu. Fu tuttavia una pace temporanea. Quando Norimitsu cercò nuovamente di prendere il controllo del clan Imagawa, Sōun venne in aiuto in difesa di Ujichika, sconfiggendo ed uccidendo Norimitsu. Sōun fu quindi premiato da Ujichika con il castello di Kokukuji. Ottenne il controllo della provincia di Izu nel 1493, vendicando un torto commesso da un membro degli Ashikaga. Con l'invasione e la conquista della provincia di Izu, Sōun è accreditato dagli storici come il primo "Sengoku Daimyō".
Circa nel 1475, con il nome di Ise Shinkurō, servì gli Imagawa, i protettori della provincia di Suruga, e poco dopo divenne un "signore indipendente" con numerosi guerrieri che si univano a lui. Nel 1491 fu in grado di prendere Horigoye dopo la morte del Kanto Kubo (titolo equivalente allo shogun) Ashikaga Masatomo, conquistandosi il controllo della provincia di Izu. Adottò poco dopo il nome Sōun o Sōzui. Dopo aver costruito una roccaforte a Nirayama, Sōun fortificò il castello di Odawara nel 1494, che divenne il centro del potere della famiglia Hōjō per quasi un secolo. Con un atto di tradimento, s'impadronì del castello dopo che il suo signore fu ucciso mentre era a caccia. Nel 1516 mise sotto assedio il castello di Arai, e "divenne il vero padrone di tutta la provincia di Sagami."
Sōun morì l'anno successivo, e passò il comando del nuovo Hōjō a suo figlio Ujitsuna, che cambiò subito dopo il nome del clan dall'originale famiglia Ise a Hōjō e quello di suo padre Hōjō Sōun. Nel 1521 Ujitsuna costruì il tempio Sōun-ji in memoria del padre.
Oltre per la sua abilità politica e militare, Shinkuro è ricordato come un amministratore di talento, guadagnò il favore dei contadini nella sua terra abbassando le tasse al quaranta per cento (dal settanta per cento). È ricordato anche per la composizione del Soun-ji Dono Nijuichi Kajo, o 'Ventuno articoli del Signor Sōun', una lista di cose da fare e non destinato ai futuri servitori della clan Hôjō. Molti studiosi considerano l'anno in cui Sōun conquistò Izu come l'inizio del periodo Sengoku, e Sōun stesso è ricordato come uno dei primi e migliori esempi di "gekokujo" (i deboli che sconfiggono i forti) in azione. Sōun, relativamente sconosciuto, fu in grado di prendere possesso di una provincia senza il decreto Imperiale o permesso dello Shōgun.